# Аслан, Юсуф
Юсуф Аслан (тур. Yusuf Aslan, 1947, Йозгат — 6 мая 1972, Анкара, Турция) — один из основателей Народно-освободительной армии Турции.

## Биография
В 1966 году поступил в Ближневосточный технический университет в Анкаре и стал членом Союза социалистических студентов в университете. Стал одним из руководителей несколькими студенческими акциями, в том числе оккупацией Ближневосточного технического университета. Осуждён за поджог автомобиля посла США в Турции и подозревался в принадлежности к агентуре ЦРУ.
В 1969 году переехал в Иорданию, где прошёл подготовку по управлению вертолётом и самолётом. Вернулся в Турцию и вместе с Денизом Гезмишем начал партизанскую войну. Был ранен и арестован после очередного боя в горах. Военный суд Анкары под председательством бригадного генерала Али Эльверди вынес смертный приговор. Вместе со своими товарищами Юсуф Аслан был казнён через повешение 6 мая 1972 года в центральной тюрьме Анкары.